# Scylla (chi cua)
Scylla là một chi cua trong họ Cua bơi (Portunidae), bao gồm 4 loài, trong đó S. serrata là phổ biến nhất. Các loài cua biển này sinh sống trong khu vực Ấn Độ Dương - tây Thái Bình Dương, chủ yếu trong khu vực cửa sông hay các khu vực rừng đước.

## Phân loại
Cho tới gần đây thì tình trạng phân loại của chi Scylla đã từng khá lộn xộn. Theo dòng lịch sử, một vài nhà nghiên cứu đã từng miêu tả trên một loài. Estampador (1949a) đã sửa đổi chi này bằng cách sử dụng tập tính đào bới bùn đất, màu sắc, các đặc trưng hình thái và cấu trúc nhiễm sắc thể để công nhận 3 loài và 1 thứ trong chi Scylla có ở Philippines, bao gồm: S. oceanica, S. tranquebarica, S. serrata và S. serrata var. paramamosain. Mức độ đa dạng như vậy trong phạm vi chi này đã được hỗ trợ trong các bài báo của Serene (1952, trích dẫn trong Keenan và ctv. 1998), là người đã công nhận 4 dạng cua Scylla trong số các mẫu vật thu thập tại Việt Nam, dựa trên sự phân bố gai và màu sắc. Kathirvel và Srinivasagam (1992a) đã xem xét phân loại cua thuộc chi Scylla tại Ấn Độ, thông báo sự có mặt của ít nhất là 3 loài cua Scylla. Ngược lại, sự thiếu độ chắc chắn trong nhận dạng loài cũng làm cho nhiều tác giả đi theo phân loại của Stephenson và Campbell (1960), là các tác giả đã xác định rằng không có đủ chứng cứ để chia tách loài vượt quá thuật ngữ đơn loài S. serrata Forskal, 1775.
Gần đây hơn, các nghiên cứu định lượng hình thái và allozym (dị enzym) đã chỉ ra sự hình thành loài trong phạm vi chi này. Điều này đã được xác nhận trong sửa đổi phân loại chi Scylla thành 4 loài, S. serrata, S. tranquebarica, S. olivacea và S. paramamosain, dựa trên điện di allozym, xác lập trình tự DNA ti thể và phân tích định lượng hình thái. Ngoài ra, nghiên cứu này cũng kết luận rằng 4 loài có thể chia tách dựa trên cơ sở các đặc trưng hình thái; hình dạng của các răng cửa, sự phân bố gai trên khối xương cổ chân (carpus) và cẳng chân (propodus) của chân kẹp (càng) và màu sắc. Tuy nhiên, các đặc trưng riêng lẻ là biến đổi trong phạm vi loài và cần được sử dụng kết hợp cùng nhau để tránh gây nhầm lẫn. Khả năng phân biệt một cách phù hợp cả bốn loài thông qua các đặc trưng bên ngoài hiện nay đưa ra một cơ sở hợp lý để hiểu rõ hơn về sinh học, sinh thái học và quản lý chăn nuôi cho các loài cua này.
Các tài liệu liên quan tới chăn nuôi và sinh thái học cua Scylla chỉ ra rằng trong nhiều trường hợp thì việc nhận dạng các loài đã nghiên cứu vẫn là không chắc chắn, đặc biệt là trong các khu vực có sự xuất hiện của hơn một "loại" cua này. Điều này tạo ra khó khăn trong việc rút ra các kết luận chung từ các tài liệu và phần lớn các dữ liệu sinh học cũng như sinh thái học sẵn có cần phải được đánh giá lại một khi chúng được gán cho một loài cụ thể nào đó. Trong một vài trường hợp, có thể phải chia tách các dữ liệu lịch sử trong chăn nuôi nơi các tên gọi địa phương đã phân biệt các loài cùng khu vực phân bố. Chẳng hạn, điều này đã được thấy ở S. olivacea và S. paramamosain, được gọi là "cua lửa" và "cua sen" hay "cua xanh" trong lưu vực sông MêKông, Việt Nam. Tình hình này ít gây ra vấn đề hơn trong một số khu vực, như vùng duyên hải phía đông châu Phi và Australia, những nơi dường như chỉ có loài S. serrata.

## Phân bố
Các đại diện của chi Scylla được tìm thấy trong khu vực Ấn Độ Dương-Tây Thái Bình Dương. Trong khi phạm vi phân bố đầy đủ của mỗi loài vẫn cần được làm sáng tỏ thêm thì dường như vẫn có sự khác biệt biểu kiến trong sự phân bố của chúng. S. serrata có sự phân bố rộng nhất và là loài duy nhất được ghi nhận xa tới tận Tây Ấn Độ Dương, Nhật Bản và các đảo trên Thái Bình Dương. S. tranquebarica và S. olivacea có sự phân bố tập trung tại biển Đông, trải rộng vào Ấn Độ Dương và Tây Thái Bình Dương, trong khi S. paramamosain dường như có sự phân bố hạn hẹp hơn nhiều, chủ yếu hạn chế trong khu vực biển Đông và biển Java.

## Các loài
- Scylla serrata Forskal, 1775: Cua bùn Ấn Độ Dương-Tây Thái Bình Dương: Nam Phi, Hồng Hải, Australia, Philippines, các đảo trên Thái Bình Dương (Fiji, quần đảo Solomon, New Caledonia, Tây Samoa), Đài Loan, Nhật Bản.
- Scylla paramamosain Estampador, 1949: Cua sen, cua xanh. Biển Đông: Campuchia, Việt Nam, Singapore, Trung Quốc, Đài Loan, Hồng Kông, Singapore; biển Java: Kalimantan, Trung Java.
- Scylla olivacea Herbst, 1796: Cua lửa, Ấn Độ Dương: Pakistan tới Tây Australia; biển Đông: Thái Lan, Singapore, Việt Nam, Sarawak tới Hoa Nam; Thái Bình Dương: Philippines, Timor, vịnh Carpentaria.
- Scylla tranquebarica Fabricius, 1798: Ấn Độ Dương: Pakistan tới Malaysia; biển Đông: Sarawak, Singapore; Thái Bình Dương: Philippines.

Các loài tuyệt chủng
- †Scylla costata Rathbun, 1919
- †Scylla floridana Rathbun, 1935
- †Scylla hassiaca Ebert, 1887
- †Scylla laevis Böhm, 1922
- †Scylla marianae Hu & Tao, 1996
- †Scylla michelini A. Milne-Edwards, 1860
- †Scylla ozawai Glaessner, 1933
- †Scylla sindensis (Stoliczka, 1871)

## Hình ảnh

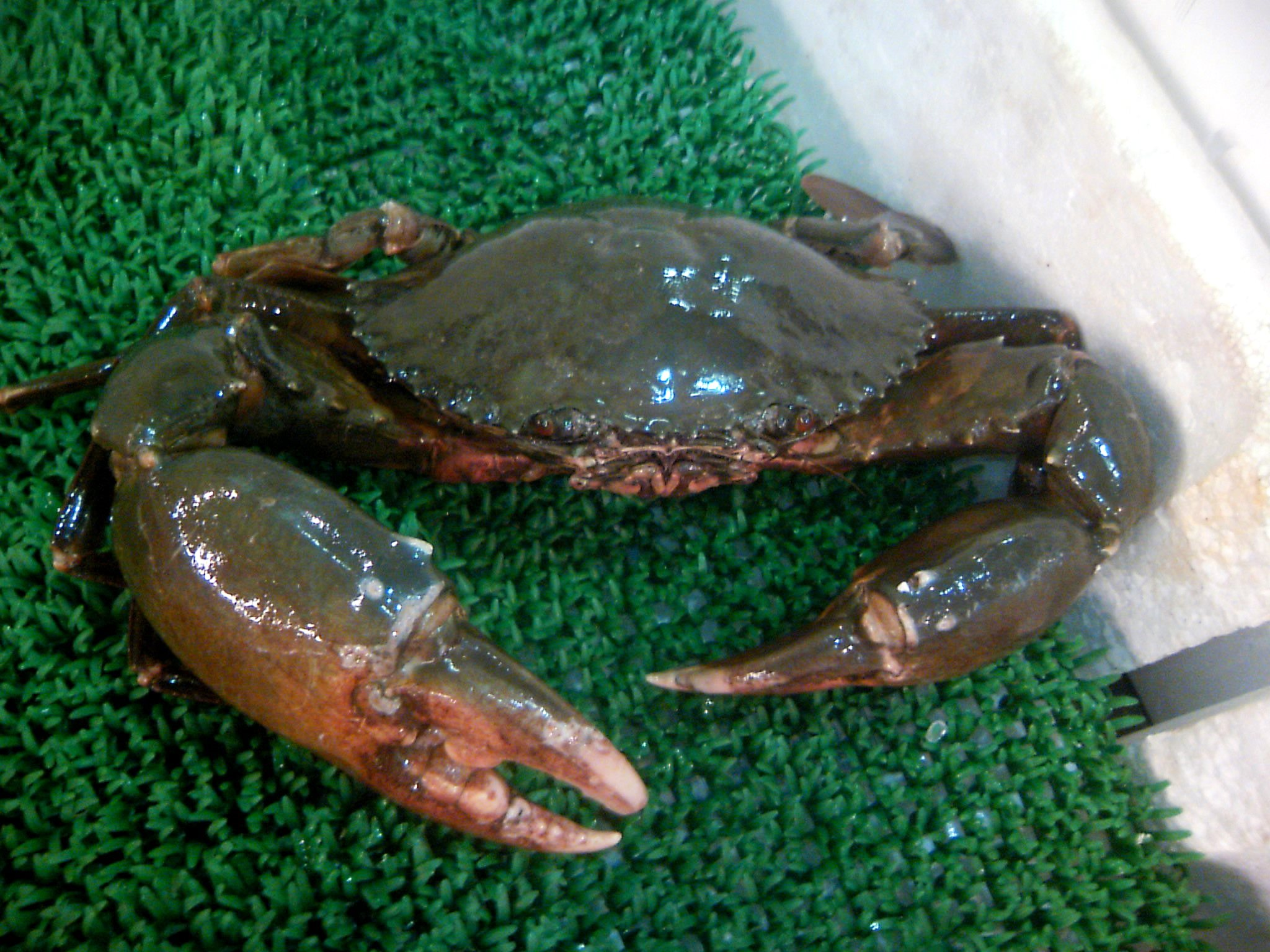
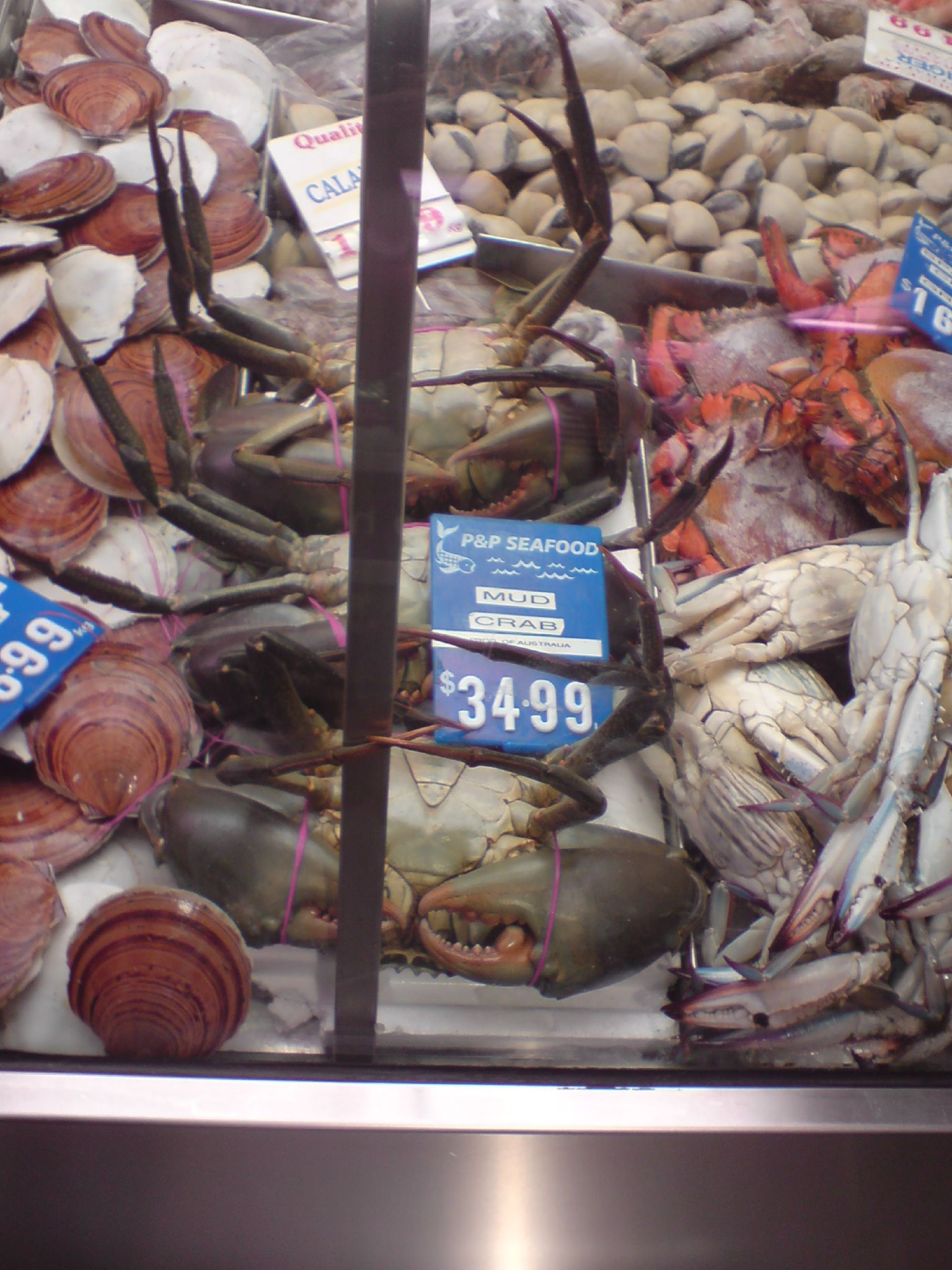